# Robert Wagner (darter)
Robert Wagner (Wenen, 14 juni 1965) is een voormalig Noors darter, oorspronkelijk afkomstig uit Oostenrijk. Zijn bijnaam luidt The Magician (De Goochelaar). Wagner speelde in het dartcircuit van zowel de British Darts Organisation als de PDC.
In 2003 nam Wagner voor het eerst deel aan de Lakeside. Zijn beste resultaat op het BDO-wereldkampioenschap was het behalen van de kwartfinale in 2010, waarin hij met 5-1 van toenmalig nummer 1 Tony O'Shea verloor.
Voordat Wagner darter werd was hij bodybuilder.

## Resultaten op Wereldkampioenschappen

### BDO
- 2003: Laatste 16 (verloren van Erik Clarys met 0-3)
- 2004: Laatste 16 (verloren van John Walton met 1-3)
- 2005: Laatste 16 (verloren van Ted Hankey met 2-3)
- 2009: Laatste 32 (verloren van Gary Anderson met 2-3)
- 2010: Kwartfinale (verloren van Tony O'Shea met 1-5)

### WDF
- 2003: Laatste 128 (verloren van Paul Hanvidge met 1-4)
- 2005: Laatste 64 (verloren van Dirk Hespeels met 1-4)
- 2007: Runner-up (verloren van Mark Webster met 0-4)
- 2009: Laatste 32 (verloren van Tony O'Shea met 0-4)
- 2011: Laatste 64 (verloren van Peter Machin met 1-4)
- 2013: Laatste 128 (verloren van Eser Tekin met 1-4)